# Olivier Roels
Olivier Joseph Roels (Brugge, 6 oktober 1766 - 7 februari 1840) was een Belgisch advocaat, ambtenaar en lid van het Nationaal Congres.

## Levensloop
Roels werd geboren in een familie die aan zijn maatschappelijke opgang was begonnen en van wie verschillende leden vanaf de revolutietijd en tot ver in de negentiende eeuw een vooraanstaande rol zouden spelen.
Hij zelf behaalde zijn doctoraat in de rechten in 1791 en bleef vanaf dat jaar tot in 1822 aan de balie van Brugge ingeschreven, ook al oefende hij ondertussen ook andere activiteiten uit.
In 1795, toen het Franse regime zich definitief in de Zuidelijke Nederlanden installeerde, werd hij stadssecretaris van Brugge. Hij werd plaatsvervangend rechter in 1809 en in 1816 werd hij griffier van de Provinciale Staten van West-Vlaanderen.
Roels was de zoon van Joseph-Martin Roels, deken van de keersgieters en van Thérèse Cuelenaere. Hij was in 1803 getrouwd met Françoise van Severen (1767-1822), uit een andere notabele Brugse familie. Zij was de zus van Bernard Van Severen die een belangrijke rol speelde in zijn stad, zowel tijdens de Franse en Hollandse tijd als bij het begin van de Belgisch koninkrijk en die een rechtstreekse voorvader is van prinses Mathilde. De zoon van Olivier, Florimond-Olivier Roels (1804-1877) was griffier van de provincie West-Vlaanderen.

## Nationaal Congres
In oktober 1830 werd hij tot vertegenwoordiger benoemd in het Nationaal Congres voor het arrondissement Veurne, in vervanging van baron François de Serret die verkozen was maar had geweigerd. Roels bleef meestal afwezig en riep gezondheidsredenen in. Hij nam nochtans geen ontslag. Toen de werkzaamheden al bijna afgerond waren, schreef Roels een brief om te melden dat hij stilaan de gezondheid aan het terugwinnen was en weldra zou aanwezig kunnen zijn. Alexander Rodenbach liet schamper opmerken dat hij zich nog nooit vertoond had. Onnodig te zeggen dat hij nooit enige tussenkomst hield. Hij nam maar aan één belangrijke stemming deel, namelijk die van de aanvaarding van het Verdrag der XVIII artikelen